# Yoon Bo-ra
Yoon Bo-ra (hangul: 윤보라; hanja: 尹寶拉; rr: Yun Bo-ra; MR: Yun Po-ra; nascida em 30 de Dezembro de 1989, mais frequentemente creditada apenas como Bora (hangul: 보라), é uma cantora e atriz sul-coreana.  Ela ficou mais popularmente conhecida por ter sido integrante do grupo feminino Sistar, formado pela Starship Entertainment em 2010.

## Biografia
Bora nasceu em 30 de dezembro de 1989 em Seul, Coreia do Sul. Ela estudou teatro musical na Myongji University e se graduou em fevereiro de 2015.

## Carreira

### 2010–2011 Sistar e Sistar19
Em julho de 2010, Bora realizou sua estreia oficial com o Sistar no programa musical Music Bank, exibido pela KBS, onde elas apresentaram o single de estreia do grupo, Push Push. Em 2011, Bora se tornou integrante da primeira unidade oficial do Sistar, chamado Sistar19.

### 2011–2013:Invincible Youth, Mystic White and Rookie Award
Em 17 de outubro de 2011, foi revelado que Bora seria membro do elenco da nova temporada do drama Invincible Youth. O primeiro episódio foi exibido em 11 de novembro.
Em 3 de outubro de 2012, Bora apareceu no videoclipe Because I Like You, lançado por Lee Seok-hun. Em 21 de outubro, Bora confirmou que estaria se juntando ao grupo projeto da SBS Gayo Daejun, Mystic White. O grupo estreou em 26 de dezembro com o lançamento do single Mermaid Princess. O grupo promoveu durante o final de ano no SBS Gayo Daejun.
Em 21 de dezembro de 2013, Bora ganhou o Prêmio Melhor Artista Novo no 2013 KBS Entertainment Awards juntamente com o John Park.

### 2014-2017: Atividades individuais e fim do contrato
Em 2014, Bora fez sua estreia como atriz no drama médico Doctor Stranger.
Em janeiro de 2015, Bora se tornou nova MC para o concurso de moda A Style For You, com Heechul, Hani e Hara. Em abril, ela colaborou com os rappers Kisum, Lil Cham, Jace e Adoonga, concorrentes do Unpretty Rapstar. E mais tarde, ela estrelou no drama Flatterer, exibido na Internet pelo Naver. Em maio, Bora estrelou o drama High End Crush ao lado de Jung Il-woo e Jin Se-yeon.
Em junho de 2016, Bora competiu no programa Hit The Stage da Mnet.
Em junho de 2017, Bora assinou contrato com a Hook Entertainment para seguir sua carreira de atriz, deixando a Starship Entertainment após sete anos como artista da gravadora.

### 2018-presente: MC especial, aparições em séries e nova empresa
Em julho de 2018, Bora apareceu como MC especial nos episódios 6 e 7 do programa Produce 48. Ela também apareceu como mentora de healing de um dia no episódio 11. Em novembro de 2018, Bora foi escalada para Quiz of God - Season 5 : Reboot da OCN.
Em janeiro de 2020, Bora foi escalada no drama Romantic Doctor, Teacher Kim 2 da SBS. Em agosto de 2020, foi revelado que Bora deixou a Hook Entertainment e assinou com a KeyEast Entertainment. Em outubro de 2020, Bora foi anunciada como embaixadora de AIA Vitality.  Em novembro de 2020, foi anunciado que Bora fora escalada para o Late Night Café Season 2, Hit Up! Hit Up! da MBC como protagonista feminina.
Em janeiro de 2021, foi revelado que Bora será apresentadora do programa de beleza da GlanceTV, Unnie's Beauty Carpool, ao lado de Hyoyeon.

## Discografia

### Colaborações
| Título                                           | Ano  | Melhor posição nas paradas | Vendas | Álbum        |
| Título                                           | Ano  | KOR Gaon                   | Vendas | Álbum        |
| ------------------------------------------------ | ---- | -------------------------- | ------ | ------------ |
| "Mermaid Princess" (como Mystic White)           | 2012 | —                          | —      |              |
| "Bubble" (com K.Will)                            | 2013 | —                          | —      | Will in Fall |
| "Feedback" (com Kisum, Lil Cham, Jace e Adoonga) | 2015 | —                          | —      | —            |

## Filmografia

### Filmes
| Ano  | Título         | Papel     | Notas           |
| ---- | -------------- | --------- | --------------- |
| 2019 | Sunkist Family | Kyung-Joo | Papel principal |

### Dramas de televisão
| Ano  | Título                         | Papel          | Emissora      | Notas                                 |
| ---- | ------------------------------ | -------------- | ------------- | ------------------------------------- |
| 2012 | Shut Up Family                 | Ela mesma      | KBS2          | Aparição especial                     |
| 2014 | Doctor Stranger                | Lee Chang-yi   | SBS           | Papel de apoio                        |
| 2015 | Flatterer                      | Bong-hee       | Naver TV Cast | Papel principal                       |
| 2015 | High End Crush                 | Min-joo        | Sohu TV       | Papel de apoio                        |
| 2017 | Irish Uppercut                 | Do Hye-Na      | Naver TV Cast | Papel Principal                       |
| 2017 | A Korean Odyssey               | Alice          | tvN           | Papel de apoio                        |
| 2018 | Gangnam Beauty                 | Modelo         | JTBC          | Aparição Especial                     |
| 2018 | Quiz of God - Season 5: Reboot | Jang Seung-bin | ONC           | Papel de apoio, pesquisadora em CODAS |
| 2019 | Chocolate                      | Hui Na         | JTBC          | Aparição especial                     |
| 2020 | Dr. Romantic 2                 | Joo Young-mi   | SBS           | Papel de apoio                        |
| 2021 | Hip Up! Hit Up!                | Son A-young    | MBC           | [ 17 ]                                |

### Programa de variedades
| Ano       | Título                      | Emissora  | Notas                                                         |
| --------- | --------------------------- | --------- | ------------------------------------------------------------- |
| 2010–2012 | Let's Go Dream Team 2       | KBS2      | Episódios 44, 53, 55, 71, 74, 77, 86, 92, 166, 182, 188       |
| 2011–2012 | Invincible Youth 2          | KBS       | Series regular                                                |
| 2013      | Fashion King Korea          | SBS       | Jurada                                                        |
| 2013–2015 | Music Bank                  | KBS2      | Apresentadora fixa (25 de outubro 2013 – 24 de abril de 2015) |
| 2015      | A Style For You             | KBS World | Co-apresentadora                                              |
| 2016      | Law of the Jungle in Panama | SBS       | Membro do elenco                                              |
| 2016      | Hit the Stage               | Mnet      | Concorrente                                                   |
| 2018      | Produce 48                  | Mnet      | MC especial                                                   |
| 2021      | Unnie's Beauty Carpool      | GlanceTV  | Co-apresentadora                                              |

### Aparições em vídeos musicais
| Ano  | Canção       | Artista             |
| ---- | ------------ | ------------------- |
| 2012 | "I Need You" | K.Will              |
| 2016 | "Drive"      | Jay Park feat. Gray |

## Prêmios e indicações
| Ano  | Prêmio                   | Categoria                       | Trabalho nomeado | Resultado |
| ---- | ------------------------ | ------------------------------- | ---------------- | --------- |
| 2013 | KBS Entertainment Awards | Best Rookie Award               | Music Bank       | Venceu    |
| 2019 | Korea First Brand Awards | Most Anticipated Female Actress | Yoon Bo-ra       | Indicado  |